# Loavelaid
Loavelaid ist eine Landspitze in der Landgemeinde Saaremaa im Kreis Saare auf der größten estnischen Insel Saaremaa. Die Landspitze befindet sich im Kahtla-Kübassaare hoiuala.
Die Halbinsel ist 200 Meter lang und 120 Meter breit.